# Níjnia Holubinka
Níjnia Holubinka (en (ucraïnès): Нижня Голубинка, en rus: Нижняя Голубинка, Níjniaia Golubinka) és un poble de la República Autònoma de Crimea a Ucraïna, que el 2014 tenia 249 habitants. Pertany al districte de Bakhtxissarai. Fins al 1948 la vila es deia Níjnia Fotí-Salà, i fins al 1962 Níjnie Zaritxia.

## Població
Segons les dades del 2001 la composició de la població de la vila de Níjnia Holubinka d'acord amb la llengua que empren és la següent:
| Llengua  | %     |
| -------- | ----- |
| Tàtar    | 54,95 |
| Rus      | 32,6  |
| Ucraïnès | 6,96  |